# Plottier
Plottier este un oraș din Argentina, în provincia Neuquén.